# Elecciones en Finlandia

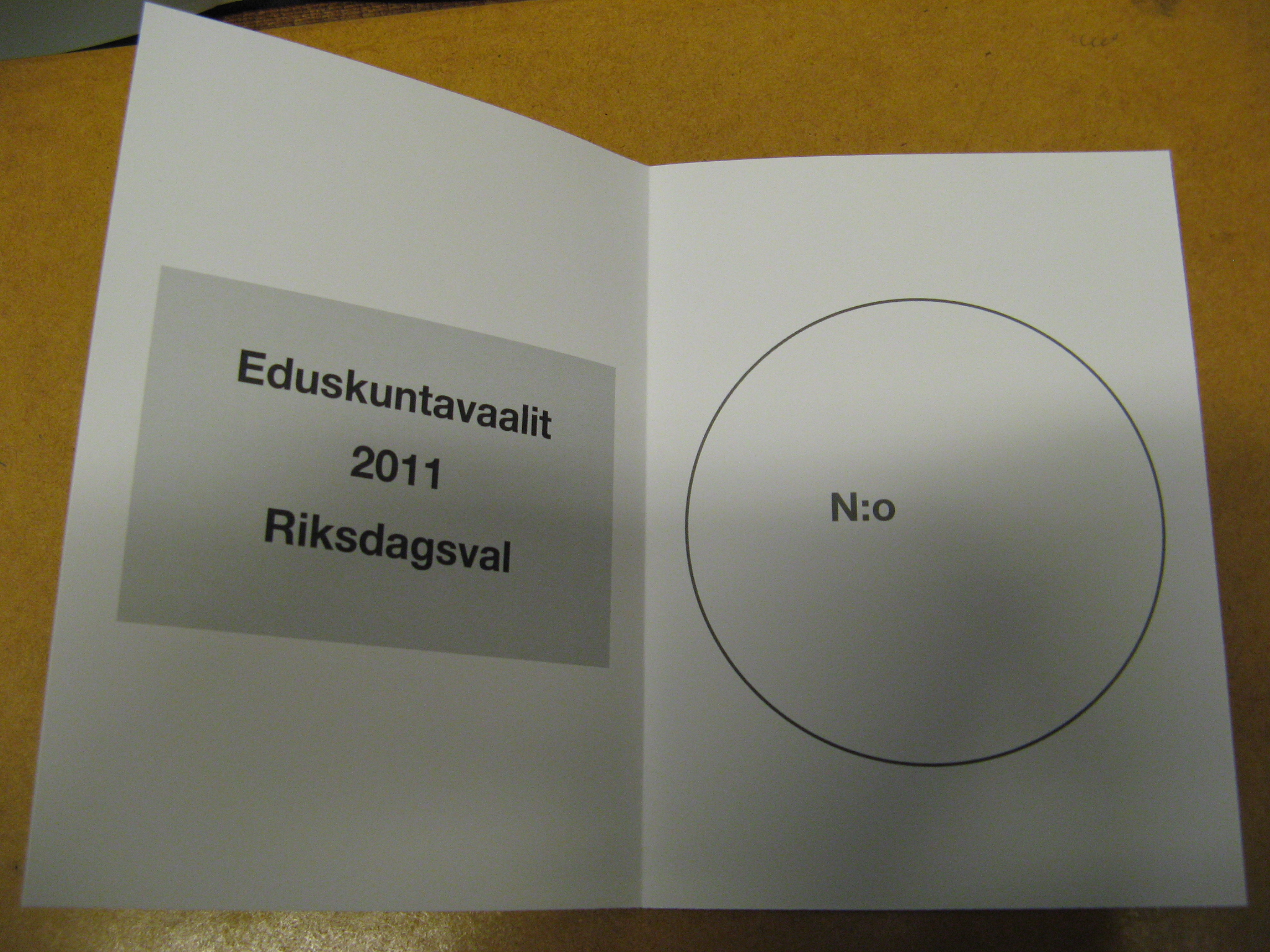
Papeleta de las elecciones parlamentarias de 2011. Se debe escribir el número del candidato dentro del círculo. En las otras elecciones nacionales y municipales son de forma similar.

Hay cuatro tipos de elecciones en Finlandia. Cada ciudadano finlandés, de al menos 18 años, tiene derecho a votar en cada una de las elecciones, que deciden lo siguiente: el presidente, el parlamento, los eurodiputados, y los concejos municipales. 
Finlandia tiene una elección presidencial cada seis años, en la que se elige el presidente de Finlandia en dos vueltas sobre la base de un voto popular directo. 
Las elecciones parlamentarias se celebran cada cuatro años con un sistema de representación proporcional en circunscripciones de múltiples escaños. Las elecciones parlamentarias finlandesas utilizan el método D'Hondt. Finlandia tiene un sistema multipartidista en el que es poco común que un solo partido logre la mayoría en el Eduskunta; así, la mayoría de los gobiernos finlandeses se conforman por coaliciones. 
Las elecciones al Parlamento Europeo se celebran cada cinco años. Finlandia tiene 13 escaños en el Parlamento Europeo. 
Las elecciones municipales se celebran cada cuatro años, en ellas también pueden votar ciudadanos de otros países que tengan al menos dos años de residencia en un municipio finlandés. Las elecciones municipales se celebran por separado en los municipios de Åland en simultáneo a la elección del Parlamento de Åland. El gobierno de Sipilä propuso un nuevo tipo de elección, maakuntavaalit, en el que se determinarían los consejos de cada una de las 18 provincias del país. En un inicio se propuso que fuera el día 28 de octubre de 2018, pero fue pospuesta para el día 26 de mayo de 2019 junto a las elecciones al Parlamento Europeo, pero con la renuncia del gobierno, su futuro es incierto.

## Elecciones presidenciales
El presidente es electo por votación popular para un mandato de seis años y puede ser reelecto de forma consecutiva sólo una vez. Para ser nominado candidato, debe ser miembro de un partido que haya logrado, a lo menos, un escaño en la última elección parlamentaria o ser nominado por una asociación que esté formada por un mínimo de 20.000 personas. Es requisito ser un ciudadano nacido en el país. Normalmente, la primera vuelta se realiza el cuarto sábado de enero, si un candidato logra más del 50% de los votos es confirmado inmediatamente como Presidente electo. Si nadie logra ese porcentaje, dos semanas después se realiza una segunda vuelta entre los dos candidatos con mayor cantidad de votos. El Presidente electo toma posesión del cargo el primer día del mes siguiente a la elección bajo una solemne declaración en presencia del Parlamento. 

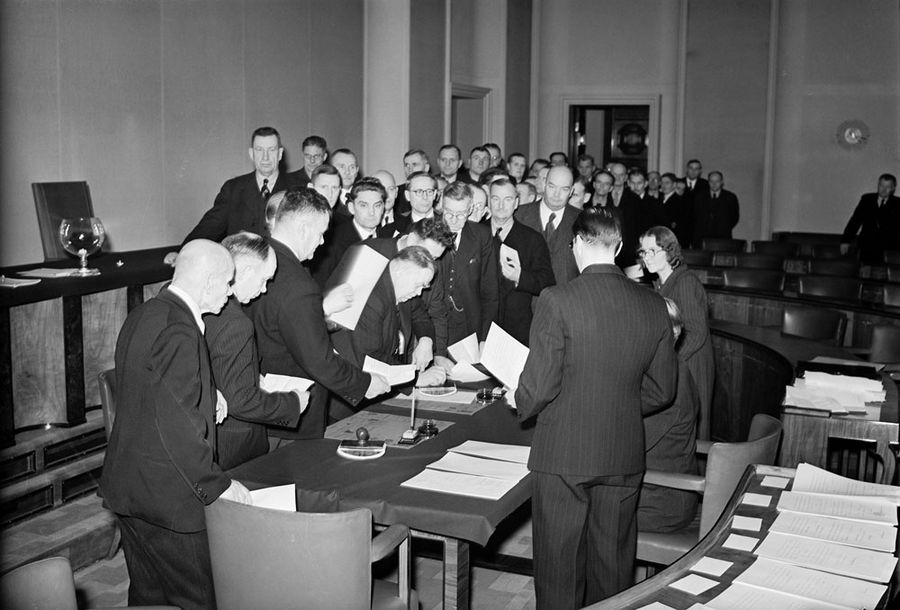
Electores revisando sus credenciales para la votación en la elección presidencial de 1940

Hasta 1987, la elección de Presidente de la República fue realizada de forma indirecta. Se elegían 300 electores (301 en las elecciones de 1982 y 1988) por votación popular que eran quienes elegían al Presidente. En 1988, se utilizó un procedimiento de dos fases: en la primera, se realizó una votación para elegir el presidente y paralelamente, se eligieron 301 electores en la misma elección. Los electores debían elegir al Presidente sólo si ninguno de los candidatos lograba superar el 50%. Desde 1991, rige el actual sistema de elección que se utilizó por primera vez en la elección presidencial de 1994.

### Elección presidencial de 2018
El actual presidente, Sauli Niinistö, ganó en primera vuelta recibiendo más del 60% de los votos. El candidato de la Liga Verde, Pekka Haavisto, quedó en segundo lugar, seguido por Laura Huhtasaari, del Partido de los Finlandeses .

## Elecciones parlamentarias

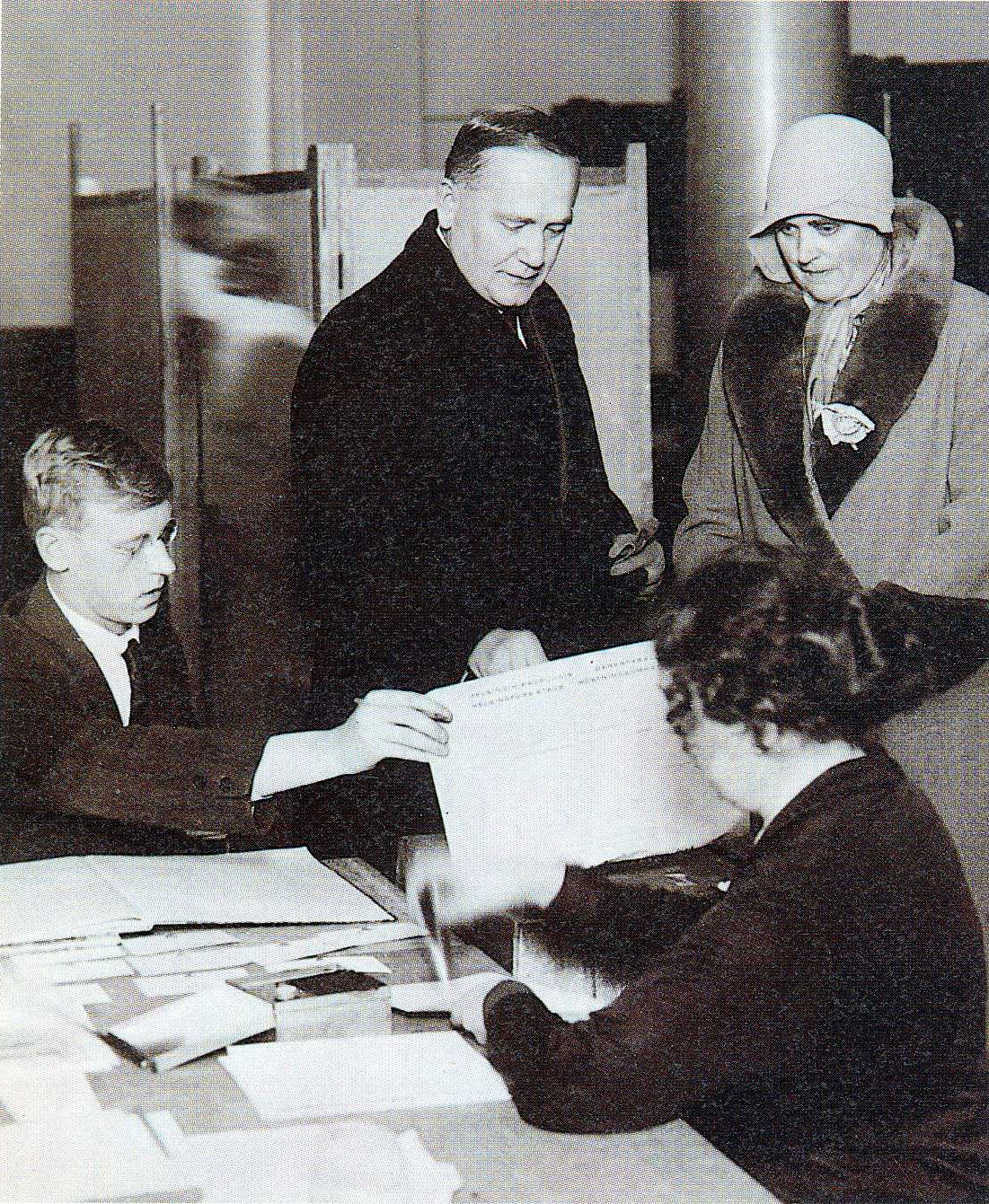
El Presidente de la República, Lauri Kristian Relander, junto a su esposa votando en las elecciones parlamentarias de 1930

Bajo el sistema parlamentario de Finlandia, el primer ministro puede pedirle al presidente que disuelva el parlamento en cualquier momento durante su mandato de 4 años, lo que resultaría en elecciones "anticipadas". Sin embargo, esto no había ocurrido en las últimas dos décadas y las elecciones generales se han celebrado cada cuatro años el tercer domingo de marzo de 1991, 1995, 1999, 2003 y 2007. Las elecciones parlamentarias de 2011 tuvieron lugar el 17 de abril de 2011. Las elecciones parlamentarias de 2015 tuvieron lugar el 19 de abril de 2015. Las elecciones parlamentarias de 2019 se celebraron el 14 de abril de 2019, cinco semanas después de que el gobierno de Sipilä renunciara anticipadamente. 
El método D'Hondt de representación proporcional, utilizado en Finlandia, fomenta un alto número de partidos políticos y ha dado lugar a muchos gabinetes de coalición. El método D'Hondt, si bien es fácil de entender y usar, tiende a favorecer a los partidos políticos grandes y establecidos. Por ejemplo: en 2007, había 2.000 candidatos que representaban a 18 partidos diferentes (más independientes) que se postularon para los 200 escaños y los elegidos provinieron de solo ocho partidos. El primer ministro de Finlandia es nombrado por el presidente, basándose en la votación en las elecciones parlamentarias. Por lo general, el presidente del partido más grande se convierte en el próximo primer ministro. 

### Elecciones parlamentarias de 2019
En las elecciones parlamentarias de 2019, el Partido Socialdemócrata logró ser el partido más grande del Parlamento luego de 20 años. Ganó 6 escaños, con respecto a cuatro años antes, ganando ajustadamente las elecciones. En segundo lugar quedó el Partido de los Finlandeses ganando un escaño más que en la elección anterior, a pesar de haber perdido 21 de sus parlamentarios, que formaron el partido Reforma Azul, durante la legislatura. El Partido del Centro que había sido la mayor fuerza en el último parlamento, sufrió una gran derrota, perdiendo 18 escaños y logrando su peor porcentaje de votos desde 1917. Por primera vez en la historia, ningún partido superó el 20% de los votos. Posteriormente, el gobierno de Antti Rinne se conformó por el acuerdo de cinco partidos, pero a los meses el primer ministro debió renunciar. Fue reemplazado en el cargo por la también socialdemócrata, Sanna Marin que conformó el nuevo gobierno el 10 de diciembre de 2019.

## Elecciones parlamentarias de Åland
Åland es una provincia que representa el 0,5% de la población de Finlandia, una población total de 27.210. El estatus político autónomo de las Islas Åland según la Ley de Autonomía de Åland otorga al Parlamento de Åland poderes legislativos sobre varias áreas. Además de estos temas, el Estado de Finlandia, representado por el gobernador provincial, es soberano y los residentes votan en las elecciones parlamentarias generales a un representante en el Parlamento finlandés. 
Las elecciones en Åland se celebran cada cuatro años al mismo tiempo que las elecciones municipales en los municipios de Åland. Un sistema de representación proporcional fomenta a un alto número de partidos políticos y ha resultado en muchos gobiernos de coalición. Åland tiene partidos políticos diferentes que la Finlandia continental. 
El primer ministro del Gobierno de Åland, Lantråd, es nombrado por el presidente del Parlamento, basándose en la votación en las elecciones parlamentarias. Por lo general, el presidente del partido más grande se convierte en el siguiente primer ministro. 

### Elecciones parlamentarias de 2019
Realizadas el 20 de octubre de 2019, dieron como resultado la victoria del partido Centro de Åland con 9 escaños (dos más que en la elección previa) y en segundo lugar quedaron los Liberales por Åland que perdieron un escaño, quedando en 6 parlamentarios. El gobierno formado tras la elección al Lagting es liderado por Veronica Thörnroos perteneciente al partido Centro de Åland. 

## Elecciones municipales
Los municipios de Finlandia, que incluyen ciudades y otros municipios (rurales), son las unidades administrativas locales del país. La mayoría de los servicios básicos son proporcionados por el municipio, pues están obligados a hacerlo por ley. Dentro del gobierno municipal, el concejo municipal (en finés: Kunnanvaltuusto) es la máxima autoridad. Cada cuatro años, se eligen democráticamente los miembros del concejo en las elecciones municipales. 
La administración diaria del municipio es dirigida el gobierno municipal (en finés, kunnanhallitus), cuyos funcionarios son elegidos directamente por el concejo municipal. Estos funcionarios no son parte del concejo, es decir, no son elegidos democráticamente, sino que son contratados para dirigir la administración y las finanzas del municipio. Además, los concejos pueden nombrar juntas o comités (en finés: lautakunta) que tratan sobre temas específicos dentro del municipio. Los concejos municipales se reúnen periódicamente y deciden sobre cuestiones importantes. A diferencia del gobierno central, los concejos municipales generalmente se componen por todos los partidos representados en el concejo; no hay oposición. 

### Elecciones municipales de 2021
Aunque las elecciones municipales son solo locales y los resultados locales varían, funcionan como una medida de los sentimientos y las fortalezas de los partidos también a nivel nacional. En las elecciones de 2021, el Partido Coalición Nacional fue el más votado, con los socialdemócratas en segundo lugar y el Partido del Centro en el tercero. Proporcionalmente, el mayor ganador fue el Partido de los Finlandeses, cuya proporción de votos aumentó un 5,6% con respecto a las elecciones municipales de 2017, llegando a 14,5%. El mayor perdedor fue la Liga Verde que perdió casi 1 de cada 5 concejales que logró en la elección anterior. 

## Elecciones de la UE
Finlandia ha participado en las elecciones al Parlamento Europeo desde que se unió a la Unión Europea en 1995. La primera elección finlandesa se celebró en 1996. 

## Elecciones provinciales
Las primeras elecciones provinciales de Finlandia fueron propuestas por el gobierno de Sipilä para el 28 de octubre de 2018, pero fue pospuesta para el día 26 de mayo de 2019 junto a las elecciones al Parlamento Europeo, pero con la renuncia del gobierno su futuro depende del siguiente gobierno.

## Referéndums
La Constitución de Finlandia solo permite un referéndum no vinculante (consultivo) convocado por el Parlamento (Artículo 53 de la Constitución).
Hasta la fecha solo ha habido dos referéndums en Finlandia: 
- Referéndum de prohibición en 1931.
- Referéndum de adhesión a la Unión Europea en 1994.

En ambos casos se aprobaron las propuestas y el Parlamento actuó de acuerdo con los resultados de la votación (aunque el referéndum en Finlandia no es vinculante). 
La ley municipal 30-31 § da derecho al referéndum desde el año 1990. Se había usado 56 veces entre 1990-2010. Los ciudadanos de Turku recolectaron 15.000 firmas en un mes para un referéndum contra el estacionamiento subterráneo. Los políticos que en las elecciones desconocieron el financiamiento de la compañía de estacionamiento descuidaron la opinión de los ciudadanos. De acuerdo con la Asociación Internacional de Transporte Público, UITP, los lugares de estacionamiento se encuentran entre las formas más efectivas de promover el uso de automóviles privados en la ciudad. Por lo tanto, muchas ciudades europeas han cancelado el costoso estacionamiento subterráneo después de la década de 1990. Las acciones recomendadas por la UE cubren el desarrollo de guías para medidas concretas para la internalización de las externalidades del tráfico de automóviles también en áreas urbanas. El control de estacionamiento solo puede ser exitoso si son obligatorios. En Finlandia, las tiendas ofrecen habitualmente estacionamiento gratuito para sus clientes, lo que aumenta los precios de los alimentos para todos los clientes, también para aquellos que andan en bicicleta o caminan.   
También ha habido alrededor de 40 referéndums municipales en Finlandia (a partir de 2006). La mayoría ha sido sobre fusiones municipales. 
Si 50 mil ciudadanos finlandeses firman una iniciativa (para una ley o un referéndum), el Parlamento tiene que discutirlo, pero la iniciativa no es vinculante, por lo que el parlamento no tiene que iniciar un referéndum. Esta disposición entró en vigor el 1 de marzo de 2013 y la primera iniciativa de este tipo para llegar al Parlamento fue una iniciativa para prohibir las granjas de peletería, que fue rechazada por el Parlamento. Varias otras iniciativas llegaron al Parlamento en 2013, incluida la iniciativa "Sentido común en el derecho de autor" y una iniciativa de matrimonio homosexual.